# Universal Republic Records
Universal Republic Records foi um selo da Universal Music Group. Foi criada com base na então fechada Republic Records. Em 2011, foram feitas mudanças em um dos três principais grupos de gravadoras da Universal Music, Universal Motown Republic Group, fazendo a Motown Records ser separada da Universal Motown Records e do grupo; a Motown passou a fazer parte da The Island Def Jam Music Group e o Universal Motown Republic Group foi fechado. Assim, a Universal Republic passou a ser uma gravadora independente. No entanto, em 2012, o selo voltou a distribuir sob o nome original, Republic.